# Low Memorial Library

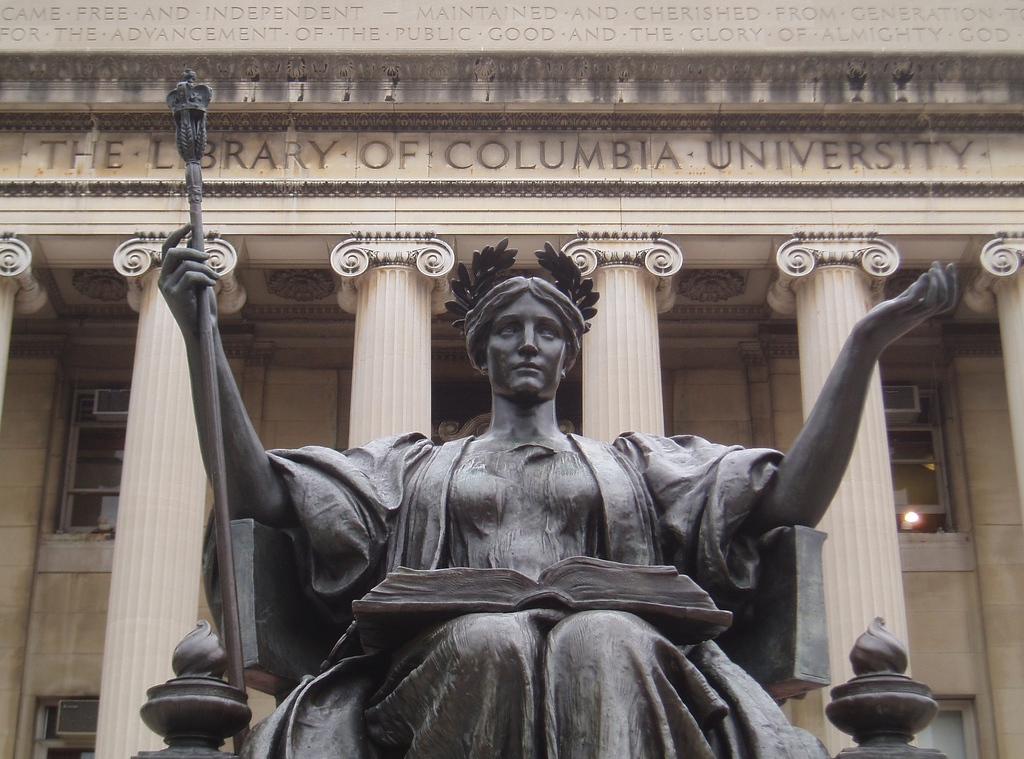
La Low Memorial Library sullo sfondo e l'Alma mater sui gradini della Columbia University

La Low Memorial Library è un edificio della Columbia University, situata nel campus di Morningside Heights a Manhattan, New York. 
Venne costruita nel 1895 da Seth Low presidente dell'Università come la biblioteca centrale dell'ateneo. A causa della mancanza di fondi Low dovette finanziare personalmente la costruzione con un milione di dollari, decidendo quindi di dedicare la biblioteca alla memoria di suo padre, Abiel Abbott Low. Dalla costruzione della Butler Library, completata nel 1934, ha ospitato gli uffici amministrativi dell'università e rimane l'edificio principale del campus.
I gradini che portano alla facciata colonnata della biblioteca sono un luogo di incontro per gli studenti della Columbia, nonché sede della scultura di Daniel Chester French chiamata Alma mater, simbolo dell'università.
La Low Memorial Library è nella lista ufficiale dei monumenti di New York (New York City landmark) dal 1967, mentre l'interno venne aggiunto alla lista nel 1981. L'edificio è ora anche un monumento nazionale statunitense.

## Architettura
La Low Memorial Library è stato progettata dallo studio di architettura di McKim, Mead & White, responsabili della progettazione del Morningside Heights Campus della Columbia University.
La biblioteca è stata progettata in stile neo-classico e incorpora molti degli elementi del Pantheon di Roma. L'edificio è a forma di croce greca e presenta finestre modellate su quelle delle Terme di Diocleziano. Le colonne sulla facciata anteriore della biblioteca sono in stile ionico, adatta alle istituzioni delle arti e delle lettere. Un'iscrizione sull'edificio descrive la storia dell'università.

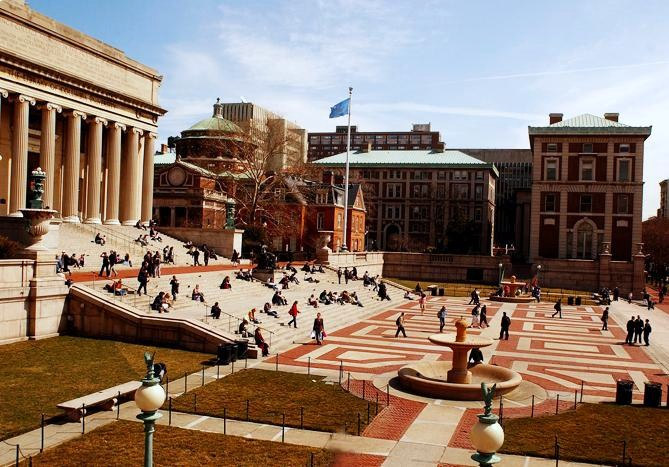
La piazza della Low Memorial nel campus della Columbia University in Broadway, all'altezza della 116ª strada, a New York